# Чорноморська козацька флотилія
Чорноморська козацька флотилія — створена 1783 року, як підрозділ Військо вірних запорожців (згодом — Чорноморське козацьке військо). Деякий час була єдиною боєздатною складовою частиною Чорноморського флоту Російської імперії.
Прославилась під час російсько-турецької війни 1787—1792 рр. Брала активну участь у завоюванні фортець Ізмаїл, Хаджибей, Очаків та інших османських опорних пунктів на півдні України.

## Передумови створення
5 червня 1775 року у Запорозьку Січ увійшли російські війська генерала П. Текелія: донські козаки, імператорська піхота і драгуни. Заарештували старшину, кошового отамана Петра Калнишевського відправлено на Соловки, січові клейноди, військову канцелярію, документи та гармати вивезли, військову скарбницю пограбували, порубали шаблями і розікрали срібні і золоті прикраси з ікон і імперської брами січової церкви. Курені разом з січовими спорудами були зруйновані, фортечні укріплення розкопані і розкидані. Розкопали навіть січові цвинтарі. Указом імператриці Катерини ІІ від 3 серпня 1775 року Військо Запорозьке Низове було скасоване «назавжди» з суворою забороною навіть згадувати назву запорожців.
Незадовго до цього, козацький флот майже всім складом організовано вийшов на Дунай. Османський султан виділив козакам під Задунайську Січ острів святого Юрія з Сулинським і Георгіївським гирлами Дунаю, забезпечив їм військовий устрій та видав клейноди — булаву, бунчук, печатку та корогву, висвячену Константинопольським патріархом: на білому полі золотий хрест. Кошовому отаману надавалися права двобунчужного паші, що рівнялося сучасному віце-адміралу. Задунайські козаки або, як їх називали в Османській імперії, Військо Буткальських козаків, отримало право вільно оселятися та займатися промислами від Очакова до Дунаю. Відновлене ними військо складалося з кінного, пішого та козацької флотилії.
Зруйнувавши в 1775 Січ та скасувавши Військо Запорозьке, Григорій Потьомкін вже 31 жовтня 1776 року він доповідав Катерині ІІ про факт безоборонності півдня Росії. Щоб оборонитися від імовірного нападу Османської імперії, за його підрахунками, російське військо мало б налічувати 9 гусарських, 6 пікінерських, 2 козацьких полки та мати флот на морі. А цього всього не було.
Організація й швидке зміцнення Задунайської Січі вимагало від Росії організації якоїсь протидії. Адже існування «Січі за Дунаєм» викликало все більші симпатії в українського населення, зміцнювала військову потужність Порти й паралізувала участь у війні українців на стороні Росії.
Князь Потьомкін спочатку намагався силою стримати еміграцію козацтва за Дунай та на Забужжя, але з того нічого не вийшло. Тоді Катерина II 5 травня 1779 року і 27 квітня 1780 року маніфестами звернулася до козаків вже з проханням повернутися у рідний край, обіцяючи дати кожному з них землю і службу за російськими чинами. Ефект був той самий.
У 1781—1783 роках відбулося повстання кримських татар. Князь Г. Потьомкін розіслав по запорозьких землях заклики до колишніх козаків, щоби вони збиралися в Херсоні, де з них будуть створені військові загони.
Проте запорожці відгукувались неохоче. Всього зібралося близько однієї тисячі козаків. Їх отаманом став військовий осавул Сидір Білий, а його помічником — колишній суддя Війська Запорозького Антін Головатий.
Татарське повстання було придушене, а Крим 8 лютого 1783 року було включено до складу Російської імперії.
Анексію Криму Османська імперія розцінила як грубе порушення Кючук-Кайнарджійської угоди. Османський уряд направив у Чорне море ескадру з 25 потужних вітрильних кораблів. Наміри Росії закріпитися на чорноморському узбережжі означали початок нової протистояння з Портою. Назрівала війна, яка вимагала флоту.
6 квітня 1783 року козаків офіційно взяли на військову службу, як «вірних козаків». Розділятися військо мало на кінне («комонне»), піхоту та флотилію.
Таким чином, паралельно зі створенням війська, відбувалось й будівництво козацького флоту.

На той час у Херсоні, на закладених з початку 1779 року корабельнях, вже організовувалося будівництво нового покоління великих вітрильних кораблів — корветів, фрегатів та лінійних кораблів. Кораблі для Дніпровської флотилії будувались у Херсоні, а для козацького флоту — на Хортиці. Сидір Білий з колишніми запорожцями брав у будівництві найактивнішу участь, займався комплектуванням екіпажів та їхньою підготовкою. Відповідно до постанови князя Потьомкіна: 

| .. матросов на Черноморский флот набирать из крестьян полуденной Малоросии как извечных мореходов и победителей над неприятелем. |
| |

Збудовану у Херсоні Дніпровську флотилію Катерина II наказала Потьомкіну передислокувати в Крим, в Ахтіарську гавань (сучасний Севастополь). Переведеному із Балтики командиру Азовської флотилії віце-адміралу Федоту Клокачову було наказано направити туди ж Азовську флотилію.
Здійснити перший похід Дніпровської флотилії «великого моря» було доручено козацькому отаману (й майору російської імператорської армії одночасно) Сидору Білому.
Вранці 1 травня 1783 року 16 великих вітрильних кораблів Дніпровської флотилії увійшли в Ахтіарську гавань і стали на якорях у теперішній Севастопольській головній бухті. Наступного дня, 2 травня, в бухту ввійшла Азовська флотилія Ф. Клокачова. За козацьким звичаєм Сидір Білий вітав побратимів з Дону гарматним салютом, а потім бенкетом на своєму флагманському кораблі.
Протягом тижня Сидір Білий знайомив Клокачова з кораблями Дніпровської флотилії та з районом плавання, Ахтіарською бухтою та Кримом взагалі. Таким чином, російська (Азовська) флотилія з'єдналась у Севастопольської бухті з українською (Дніпровською) флотилією, яку привів із Херсона Сидір Білий.

## Будівництво флотилії
У травні 1783 року — передавши, на вимогу князя Потьомкіна, Дніпровську флотилію віце-адміралу Ф. Клокачову, Сидір Білий повернувся до Херсона, де очолив Лиманську гребну флотилію «малого моря», яку ще треба було збудувати. На відміну від севастопольської ескадри, гребна флотилія мала складатися з вітрильно-гребних суден, призначених для висадки десанту і тарану важких лінійних кораблів.
Займаючись будівництвом флотилії, отаман Білий одночасно займався розбудовою козацького війська. Проте бути «вірними козаками» бажаючих багато так і не виявлялося. Тоді, Г. Потьомкін оголосив, що колишні запорожці, котрі приведуть охочих, отримають офіцерські чини та дворянство. Набір козаків дещо пожвавився.
На початку 1787 року до Сидора Білого приєднався колишній запорозький полковник Захар Чепіга з своїм товариством (близько 900 козаків). Протягом року піші козаки збиралися в Прогноях під керівництвом Сидіра Білого, кінноту організовував в Чилеклеї Захар Чепіга, а Лиманську флотилію добудовував Антін Головатий.
Лиманська гребна флотилія, що згодом стане називатися Чорноморська козацька флотилія була збудована до 1787 року. Складалася з двох ескадр — традиційних козацьких чайок та скампавей (бригантин). Довжина скампавеї дорівнювала 31,7 м, ширина — 5,33 м, осадка — 1,4 м. Екіпаж її разом з десантом нараховував 230 чоловік. На озброєнні вона мала одну 12-ти і три 6-ти фунтові гармати. На носі судна установлювався гострий таран для атаки високобортних ворожих кораблів. Слід відзначити, що запорожці не любили ці неповороткі з достатньо великою як для лиману осадкою судна і всі свої операції проводили на більш маневрових чайках. Скампавеї застосовували у більшості для доставки другого ешелону десанту, в завершальних частинах бойових операцій.
Проте, після закінчення основних робіт, Катерина II наказала призначити командиром Лиманської флотилії німця, принца Нассау фон Зігена, якого взяла на російську службу і який їй сподобався під час подорожі до Криму в травні 1787 року.
Сидір Білий в чині підполковника став командувати ескадрою запорозьких чайок.
Тим часом, 13 (24) серпня 1787 року розпочалася друга російсько-турецька війна. Однак, російський флот, що базувався у Севастополі, майже припинив своє існування.
Як писав державний канцлер імперії Олександр Безбородько: 

| .. «чтобы встретить турецкую эскадру из 25 кораблей, выставленных Портой на Черное море, имеется только 10 судов наполовину сгнивших: они были построены из плохого материала...» |
| |

Крім того, за тиждень до початку війни, під час рейду поблизу Мангалії севастопольська ескадра контр-адмірала Марка Войновича потрапила у великий шторм. Затонув фрегат «Крим», а інші кораблі ескадри фактично втратили бойову готовність і вимагали серйозного ремонту.
Таким чином, єдиною силою, що могла протистояти османському флоту була Лиманська козацька флотилія.

## Російсько-турецька війна
У вересні 1787 року османське командування вирішило захопити Кінбурнську фортецю, в якій знаходився Суворов зі своїм корпусом. Османська ескадра заблокувала Дніпровський лиман та висадила на Кінбурнську косу 6-ти тисячний десант яничарів. У бойових діях активну участь брали й українські козаки. Бій за Кінбурнську фортецю був жорстокий, сам Суворов був поранений. І лише висадка козацького десанту Лимарської флотилії та відмова задунайських козаків (що йшли на допомогу османам) воювати з «братами-запорожцями» дозволили О. Суворову скинути яничарів у лиман, та успішно завершили оборону Кінбурна.
Після невдалого штурму Кінбурна обидві сторони взяли перерву в активних бойових діях. Росія — для того, щоб встигнути добудувати Лиманську флотилію та встигнути набрати достатньо війська (в основному в Україні), Османська імперія — для перевезення нових військ для захисту Очакова та нападу на Херсон. Зі Стамбула на підмогу османам в Очаків була направлена ескадра із 50 кораблів на чолі з капудан-пашею Ескі-Гасаном (Хасан-паши).
Османський флотоводець знав, що негода в морі фактично вивела з ладу залишки російського флоту «великого моря». Знали про реальний стан справ і у Петербурзі.
У грудні 1787 року українські козаки перейшли з Прогноїв до Васильківського урочища в гирлі Дніпра, де заклали військовий кіш (Васильківську Січ). На військовій раді кошовим отаманом було обрано Сидора Білого, суддею — Антона Головатого, обрали старшину з 38 курінних отаманів «як одвіку водилося у Запорозькому Військові».
З метою залучили якомога більше українців на свій бік під час військових дій, 22 січня 1788 року імператриця Катерина II, підписала указ про створення «Війська вірних козаків». Козаки були підпорядковані генерал-аншефу О. Суворову, командувачу імператорськими військами. Суворову було доручено командувати 20 батальйонами, 38 ескадронами, флотилією та контролювати один із найважливіших у стратегічному плані Херсоно-Кінбурнський район.
27 лютого О. Суворов, передав «Вірного Запорозького Війська отаману кошовому Білому» повернуті імператрицею військові козацькі клейноди: велику білу з синім хрестом корогву, кілька менших корогв куреням, булаву, бунчук і перначі. Ця військова корогва, яка стала прапором Чорноморської козацької флотилії, згодом був взятий за основу Морського прапора флоту Української Держави в 1918 році, військово-морських сил Директорії у 1919 році, та сучасних ВМС України.
Основні військові дії Російсько-турецької війни у 1788 році розгорталися на Дніпровсько-Бузькому лимані.
21 травня османський флот, у складі 10 лінійних кораблів, 6 фрегатів і 40 шняв (малих суден), став на рейді Васильківського Коша і розпочав його артилерійський обстріл. Козаки, під проводом кошового Сидора Білого на чайках зайняли бойову позицію та розпочали атаку османських кораблів. Але адмірал Гасан-паша бою не прийняв і відвів свою ескадру до Очакова.
25 травня частина кораблів османської ескадри заблокували вихід з лиману до моря. Таким чином основною військовою силою, що протистояла османському флоту була козацька флотилія.
7 червня, Хасан-паша кинув у бій у Дніпровському лимані 36 суден. Та більша маневровість козацьких чайок ніж трипалубних фрегатів визначила перевагу козацького флоту. Під час сильного вітру на веслах зі спущеними вітрилами, взявши на буксир неповороткі скампавеї, флотилія, під командуванням Сидора Білого, атакувала османський флот. У цьому бою османи втратили три лінійних кораблі і змушені були знову відступити в Очаків.
17 червня, у лимані поблизу Очакова, козацька флотилія та «російська» парусна ескадра, під командуванням Джона Поль Джонса (обидві флотилії, в основному, комплектували екіпажі своїх кораблів в Україні та з українців) атакували османський флот. Важкі лінійні кораблі османів повністю втратили маневровість на мілководді лиману. Спочатку сів на мілину 64-гарматний корабель, за ним — адміральський. Хасан-паша врятувався на шлюпці й продовжував керувати боєм. Адміральський прапор був захоплений козаками. Така ганебна втрата вперше спіткала османський флот. Від дії козацьких «мін» в повітря злетіло шість османських фрегатів, три лінійних кораблі та біля десятка сандалів. У ніч на 18 червня капудан-паша спробував вивести свій флот із лиману, але під час здійснення цієї операції османські кораблі потрапили під вогонь берегової батарей Суворова на Кінбурнській косі й суден козацької флотилії. Розгром османського флоту був повним: загальні втрати становили 15 суден, 6 тисяч чоловік вбитими й пораненими, близько 2 тисяч полоненими. Проте й козаки, хоч і виграли битву, понесли втрати. Під час абордажних боїв загинуло 18 козаків, в полон потрапило 235 козаків. Було смертельно поранено й кошового отамана Сидора Білого.

За підсумками козацьких перемог радісний Потьомкін доповідав 19 червня 1788 року в Петербург: 

| «Флот капудан-паші веслувальною флотилією розгромлений, 6 кораблів лінійних спалено та 2 піддалися... 30 суден розбиті... Між кораблями знищені капудан-пашинський та віце-адміральський, у полон узято людей з 3000, побито не менше... Ця перемога отримана малими, новозбудованими за небувалим калібром, веслувальними суднами…. з 200 менших гребних суден, в кожному по 60 запорожців…. Цими суднами керують запорожці, котрих тепер є двадцять тисяч на чолі з їх отаманом Сидором Білим». |
| |

Влітку 1788 року гребна частина флотилії мала 51 великих кораблі, парусна ескадра — 14 (лінійні кораблі та фрегати). І хоча основі сили Чорноморського флоту складали козацькі човни, офіційно керівництво ескадрами здійснювали контр-адмірали Карл Генріх Нассау-Зігену та Джон Поль Джонсу.
На початку червня під Очаковим Суворов писав:

| «... проти бусурманських суден видається мені корисним направити до блокфорту мої запорозькі судна, які лише одні здатні до погоні». |
| |

20 червня Сидір Білий, внаслідок важкого поранення, помер. Місце кошового отамана заступив полковник Захарій Чепіга. А командувати флотилією чорноморських козаків був призначений військовий суддя, підполковник Антін Головатий.
Кораблі османського флоту, які змогли врятуватися, втекли до Варни. 30 пошкоджених суден, що відійшли під стіни Очакова, були атаковані та знищені 1 липня козацькими чайками.
Війська Григорія Потьомкіна розпочали облогу османської фортеці Очаків. Османська ескадра була розбита, і з моря до фортеці не османии могли підвозити припаси та війська, оскільки силами Лиманської флотилії Чорноморського флоту, ця небезпека була знята.
Облога Очакова тривала аж до грудня. Хоча місто й залишилось без підтримки флоту, воно отримувало підтримку з острова Березань. Як тоді казали «якщо Очаків був ключем до дверей в Чорне море, то Березань — його засувом». Далекобійні гармати цієї фортеці діставали до Кінбурнської коси, не даючи російським галерам ні вийти в море, ні висадити десант біля стін Очакова.
Потьомкін ще в липні наказав Суворову штурмом оволодіти островом, але російський армія, хоча й атакувала його, проте невдало.
У жовтні 1788 року Г. Потьомкін доручив Антону Головатому захопити османське укріплення на острові Березань — важливого стратегічного пункту в гирлі Дніпра, яке підтримувало Очаків. Вранці, 6 жовтня, козацькі дуби підійшли до скелястих берегів острова. Козаки, взявши на плечі гармати, під вогнем османських батарей, стрімко атакували. Після навального штурму козаки оволоділи береговими окопами та османською артилерійською батареєю. Незабаром у полон здався весь османський гарнізон. Усього було захоплено 300 вояків, 23 гармати, 150 бочок пороху і кілька ворожих знамен. У козаків загинули полковий старшина, 4 курінних отамани та 24 козаки. За цей подвиг Головатий був нагороджений орденом Св. Георгія.
Восени 1788 року Потьомкін за безініціативність під Очаковом відсторонив Нассау-Зігена від посади «командувача» гребною флотилією та призначив замість нього іншого іноземця — генерала Хосе де Рібаса. Антон Головатий офіційно залишився лише командиром ескадри козацьких чайок.
Очаків захопили у османів у грудні 1788 року за активної допомоги українських козаків, які брали участь у його штурмі на лівому фланзі армійських підрозділів та атаці з моря козацької флотилії.
За звитяжні перемоги над ворогами престолу, імператриця Катерина II спеціальним рескриптом звеліла надалі Війську козаків зватися «Військом Вірних Чорноморських козаків», а Лиманська флотилія стала офіційно називатися Чорноморською козацькою флотилією.
11 вересня 1789 року відбулась битва біля ріки Римник. Серед підрозділів, які особливо відзначилися в цій битві, були Стародубський та Чернігівський карабінерні полки, які складалися з українців. Під час штурму османського табору першим увірвався на ворожі позиції саме Стародубський полк. Переконлива перемога під Римником дала можливість російським військам завоювати Хаджибей і оточити одну з наймогутніших османських фортець — Ізмаїл.
Далі героїчний шлях козацької флотилії проліг до Хаджибея. Взяття фортеці Хаджибей здійснили 14 вересня 1789 року шість полків козаків-чорноморців (три полки кавалерії та три піхоти загальною кількістю 3000 вояків) під командуванням отамана З. Чепіги та загальним керівництвом де Рібаса, з одночасним штурмом морського десанту флотилії під командуванням Антона Головатого.
Слідом за Хаджибеєм впала фортеця Акерман, а за нею козацька ескадра Антона Головатого із 50 чайок при підтримці козацької кінноти Захарія Чепіги і російської піхоти Михайла Кутузова нічним штурмом взяла фортецю Бендери на Дністрі. За ці перемоги козацькому полковнику Головатому було «височайше пожалувано» чин полковника російської армії.
У жовтні 1790 р. чорноморці допомогли російським піхотинцям оволодіти фортецею Килія, а незабаром і придунайськими замками Тулча та Ісакча.
Значною була участь козацького війська і в захопленні суворовськими військами добре укріпленої та однієї з наймогутніших на той час османських фортець на узбережжі Чорного моря — Ізмаїла. Козацькі підрозділи були у складі військ під командуванням де Рібаса й атакували Ізмаїл з боку Дунаю. У першій колоні бригадира Арсеньєва їх було 2000 вояків, у другій, центральній колоні під керівництвом отамана Чепіги — 1000, у третій на чолі з секунд-майором Марковим — 1000 козаків. У авангарді було ще 767 козаків. Разом із козаками-моряками (1500 чорноморців-десантників атакували на «чайках») українське козацьке військо становило близько 7000 вояків.
Завдання взяти Ізмаїл Потьомкін поклав на Суворова. Враховуючи успішні дії козацького флоту під Очаковом, Суворов випросив у головнокомандувача всю Лиманську флотилію, основною бойовою частиною якої завжди були чорноморські козаки.
На початку грудня флотилія Головатого увійшла в Дунай. Навпроти Ізмаїла османи розташували важку артилерійську батарею на острові Сулин, яка не дозволяла підійти до фортеці, в Дунаї вели патрулювання османські кораблі. Спочатку флот під командуванням Головатого взяв штурмом Сулину і дав змогу розмістити там артилерію Суворова. Затим у двох битвах біля острова Верхні Чатапи і вище Ізмаїла потопив османські кораблі, чим лишив османську фортецю можливості отримувати підкріплення і припаси. Наступною впала фортеця Табія, на штурм якої Головатий вів козаків особисто. Розвиваючи успіх, Головатий з своїми козаками вдарив на Ізмаїл і у кровопролитному бою взяв редути і важку османську батарею, яка прикривала фортецю зі сторони Дунаю.
Якби Суворов підтримав чорноморців, фортецю можна було взяти того ж дня. Але не отримавши підкріплення, козаки не витримали контратаки значно переважних сил противника і з втратами вимушені були здати батарею і відступити на о. Сулин.
11 грудня 1790 року десант флотилії Головатого розпочав новий штурм. 100 козацьких суден атакували Ізмаїл з боку Дунаю і під градом ядер і картечі висадили козаків для штурму фортеці.
Козаки першими увійшли у фортецю. Після цього надійшла допомога від гренадерів Кутузова військ Суворова. В бою за Ізмаїл чорноморські козаки А.Головатого взяли 26 османських знамен, десятки гармат, багато зброї і амуніції. За взяття Ізмаїла Антон Головатий був нагороджений орденом Св. Володимира, а козаки військовими хрестами «За взяття Ізмаїлу». Таким чином, саме дії флотилії козацького «адмірала» А. Головатого відкрили шлях до Ізмаїлу з боку Дунаю, та вирішили питання взяття фортеці. Суворов особисто відзначав у рапорті Потьомкіну «полковника і кавалера Головатого, який відмінною хоробрістю, працею і постійним старанням не тільки війську своєму подавав приклад, але й сам діяв безстрашно».
Наприкінці лютого 1791 року Потьомкін поїхав до Петербургу, і керування армією прийняв на себе генерал Рєпнін. Таким чином, після падіння Ізмаїла, Чорноморська козацька флотилія своїми діями підтримувала операції армії Рєпніна. Козацька армія перейшла Дунай поблизу Галаца та брала участь у штурмі османської фортеці Мачина.
Десант і штурм Мачина став останньою бойовою операцією Чорноморського козацького флоту. Під час цієї операції козаки проявили такий же героїзм як і під Ізмаїлом.
Перемога у Мачина, 28 червня 1791 року, змусила османського візира розпочати мирні перемовини, які всіляко затягувались. Лише перемога нового російського Чорноморського флоту під командуванням Ф. Ушакова при Каліакрії прискорило ці перемовини.
На 30 листопада 1791 року у Чорноморському війську перебувало 335 старшин і 7165 козаків.
29 грудня 1791 року в Яссах було підписано мирну угоду, відповідно до якої Османська імперія погодилась на приєднання Криму до Російської імперії та віддала землі між Південним Бугом та Дністром. Бессарабія (в тому числі здобутий Ізмаїл) та придунайський край залишались в Османської імперії. Таким чином Чорноморська козацька флотилія втрачала основні пункти свого базування на Дунаї: Ізмаїл, Тулчу, Галац, Рені.

## Переселення на Кубань

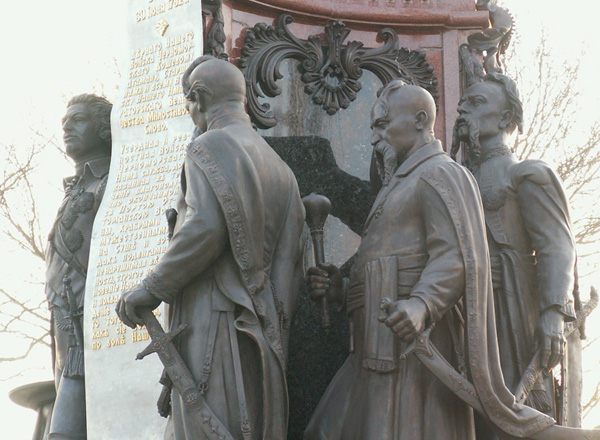
Антін Головатий, Сидір Білий и Захар Чепига. Пам'ятник у Катеринодарі

1790 року князь Потьомкін, за бойові подвиги, обіцяв чорноморським козакам землі між Південним Бугом та Дністром до Чорного моря. Тоді ж козаками Чорноморського війська було засновано 25 слобід і поселено близько 9.000 душ обох статей.
Згідно з дослідженнями істориків, під час війни 1787—1791 рр. у різних операціях, а це битви під Кінбурном, Очаковом, Фокшанами, Римником, Хаджибеєм, Киліакрією, Ізмаїлом, Мачином, Бендерами та ін., брало участь понад 42 тисяч українських козаків.
Проте російське керівництво не довго дотримувалось своїх обіцянок. Війна з Османською імперією була виграна, українські вояки свою справу зробили, і їх необхідно було позбутися. Козаки потрібні були Російській імперії, як людським матеріал, без них не могли обійтися під час війни. А після закінчення бойових дій вони ставали небезпечними. Крім того, постійно залишалась небезпека контактів між чорноморськими та задунайськими козаками. Тому черговий раз Росія поступила з запорожцями по-єзуїтськи. Було вирішено депортувати козацьке військо і флот за межі України. Тим більше, що нові землі на півдні України, роздавались російським дворянам, офіцерам та імператорським фаворитам.
20 лютого 1792 року вийшов імператорський указ про те, що «добута од Порти Оттоманської земля між Бугом і Дністром прилучається до Катеринославської губернії». У війську почалося розчарування, стало зрозуміло, що козаки обіцяну землю і привілеї не отримають.

І дійсно, 21 травня 1792 року начальник імператорської канцелярії генерал-аншеф Каховський таємно наказав командувачу флотом адміралу Мордвінову терміново переправити Чорноморську козацьку флотилію на Кубань. 2 липня 1792 року з цього приводу було оголошено і указ Катерини II: 

| «Войско казачье Черноморское, собранное покойным генерал-фельдмаршалом, князем Потемкиным-Таврическим из верных казаков бывшей Сечи Запорожской в течении последней нашей с Портой Оттоманской войны многими мужественными на суше и водах подвигами показало опыты ревностного к службе нашей усердия и отличной храбрости. В воздаяние таковых сего войска заслуг Всемилостивейше пожаловали Мы оному в вечное владение состоящий в области Таврической остров Фанагорию, с землей между рекою Кубань и Азовского моря лежащего…». |
| |

Не всі прийняли виселення на Кубань. Частина козаків перейшла на Задунайську Січ. Антон Головатий терміново подався до столиці з клопотанням про оставлення козаків на визволених ними і вже обжитих землях, обіцяних Потьомкіним, — між Бугом і Дністром. Проте доводи Головатого та скарги про закріпачення козаків панами залишились без наслідків.
Козацька флотилія збиралась для походу на Кубань в Очакові під командуванням полковника Сави Білого. Зайшовши у Миколаїв, 16 серпня козацька флотилія відпливла з України назавжди.
25 серпня 1792 року — близько чотирьох тисяч козаків на 50 чайках і бригантині прибули в Темрюк. Всього на Кубань морем і сушею було переселено 8200 козаків, які заклали Кіш на Кубані і назвали його Катеринодаром та розбили 40 куренів, згодом перейменованих на донський зразок в станиці. До традиційних 38 запорозьких куренів додали ще два — Єкатерининський та Бережанський. Всього у 1792 році разом з родинами на Кубань переселилося майже 25 тис. українців.
4 липня 1794 р. у спеціальному рапорті на ім'я генерал-фельдмаршала П. Румянцева Суворов запропонував використати при створенні нової гребної флотилії досвід і вміння тих українських козаків, які не вирушили на Кубань. У липні 1794 року фельдмаршал П. Румянцев наказав усім козакам, що не переселились на Кубань, записалися веслувальниками до Гребного флоту, який базувався у Хаджибеї. З 1200 козаків було утворено Чорноморську команду, а 12 козацьких чайок стали основою одеської флотилії.
По прибутті на Кубань командувач козацької флотилії Головатий знайшов місце для гавані біля Бугазького кордону на березі Кизилташського лиману. Цей козацький порт отримав назву гавані А. Головатого. У флотилії чорноморців несли службу більше 600 козаків та 150 канонірів. Було побудовано портові та військові споруди. Проте козацький флот, що був вже непотрібним імперії, почав занепадати. Флотилія, що перебувала на приколі, перетворилась на місце покарання засуджених козаків.
Використовували козаки чайки й для втечі. Так, восени 1795 року, на кораблях флотилії до османських берегів втекло близько 50 козаків на чолі з Семеном Пурисом. 1796 року у порту сталась епідемію чуми. Для подолання пошесті було спалено всі будинки у гавані, а кораблі — затоплено.
28 січня 1797 року помер останній кошовий отаман обраний вільними голосами Антон Головатий. 27 липня 1797 року, після своєї коронації, імператор Павло I призначив без вибору і бажання Війська Чорноморського військового писаря Т.Котляревського «військовим отаманом». Цим указом назавжди скасовувалися не лише виборчі права козацтва а й сама посада Кошового отамана. Козацтво відповіло на таку «реформу» вікових традицій протестами, які були розцінені як «заколот». Козаки, зібравшись в Катеринодарі на військову раду, проголосували за зняття з посад всю старшину. «Заколот» був жорстоко придушений росіянами, а обраних на військовій раді досвідчених і популярних серед козацтва військового осавула Дикуна, пушкаря Шмалька замордували підручні генерала Пузиревського. Полковників Собакаря та Полового побили батогами перед військом, затим обом вирвали ніздрі і навічно заслали до Сибіру на каторжні роботи. А 1799 року — весняний шторм розтрощив вщент все що залишилось у гавані Головатого.
У 1802 році — з Миколаєва на Кубань надіслали нові патрульні човни, для контролю узбережжя, але це вже була не козацька флотилія.
Продовжувачами традицій козацького флоту була Флотилія Задунайської Січі, яка існувала до 1828 року, а після повернення частини козаків до Російської імперії — Флотилія Азовського війська (1831—1865 рр.). Флотилія Задунайської Січі використовувалися в османській армії як допоміжні і транспортні сили. Флотилія Азовського війська за сприяння командувача Чорноморського флоту адмірала Михайла Лазарєва певний час провадила прикордонне патрулювання в Азовському морі. Та коли Росією були повністю окуповані приазовські та причорноморські землі, потреба в такій службі відпала і Азовське військо було переселене на Кубань, де заснували Новоросійськ й Анапу.

## Висновки
Відновлення козацького стану, у вигляді Війська Вірних козаків, та створення Чорноморської козацької флотилії, через десять років після руйнування Запорізької Січі, було тимчасовим явищем в колонізаторській політиці Петербурга в Україні. Це було зроблено для формування додаткових військових сил під час російсько-турецької війни у 1787—1792 роках. В історичній перспективі «вірні козаки» сприяли зміцненню російського колоніального режиму в Україні.
Тим не менш, Чорноморська козацька флотилія відіграла визначну роль в перемозі російських військ та прийняла на себе основний удар османського флоту. В російсько-турецькій війні козацький флот виступив авангардом російської армії. Особливо незамінною була допомога козацької флотилії в штурмі Очакова, Хаджибея, Ізмаїла, Акермана, Кілії, тощо.
Відвага та майстерність козаків, як вмілих мореплавців та вояків, були визнані не лише їх сучасниками: російськими й османськими державними високопосадовцями та військовоначальниками, засновником військово-морських сил США Джон Поль Джонсом, але й професійними істориками, які неупереджено вивчали події тих часів.